# وجبة الإفطار
الإفطار هو وجبة ما بعد الصيام.

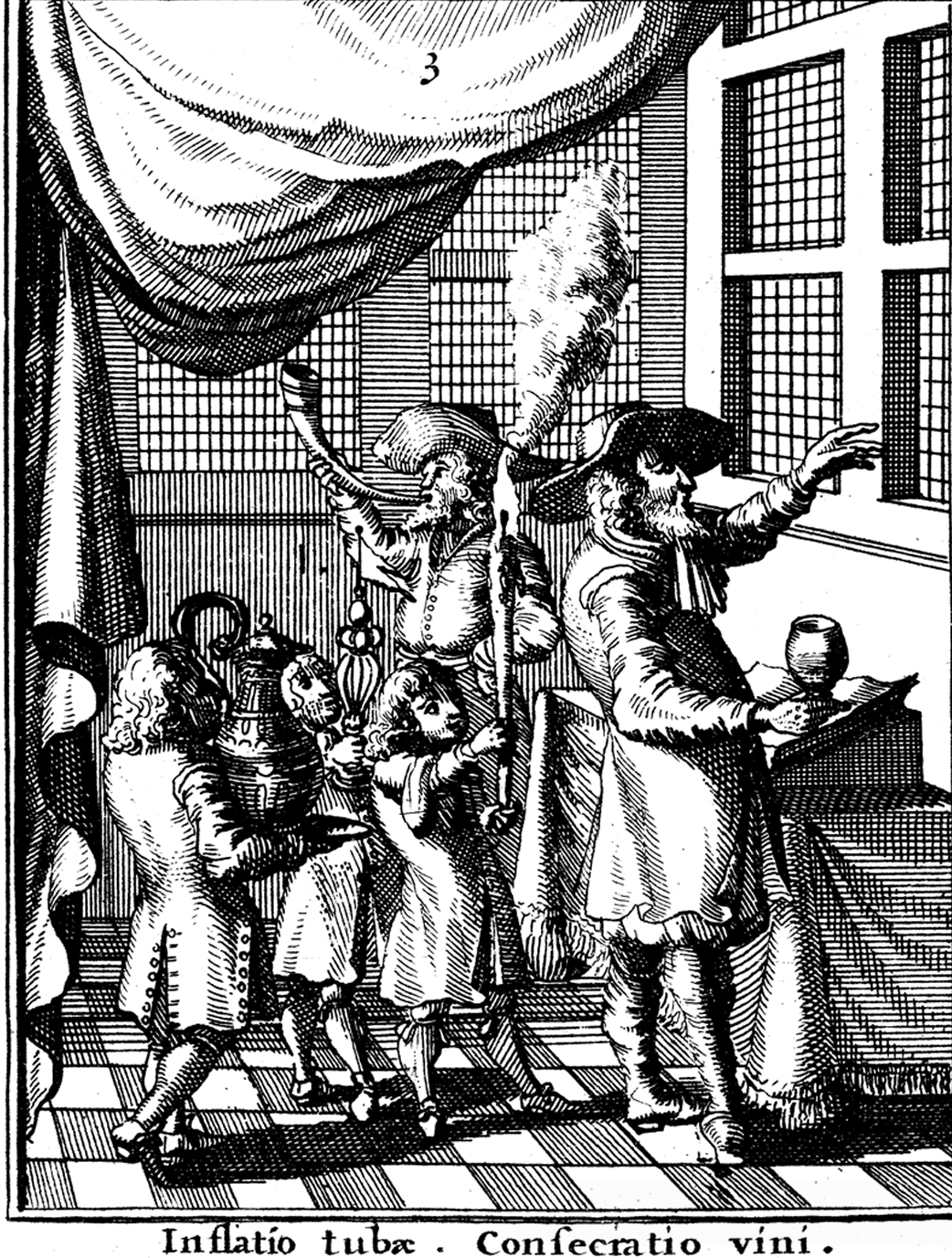
نقش يعود تاريخه إلى عام 1657 لطقوس ختام يوم الغفران. رجل يقوم بتلاوة القدوش بينما ينفخ آخر في الشوفار. طفل يحمل شمعة الهفدالا، وآخر يحمل البساميم، وثالث يحمل الطعام.

في اليهودية، الإفطار هو الوجبة التي يتم تناولها بعد التعنيت (أيام دينية للصيام)، مثل «يوم الغفران»، وخلال الصوم اليهودي، يمسك الصائم عن الطعام والشراب، ويتضمن الخبز والماء، الصيامان الرئيسيان ليوم كيبور وتيشا بآف يستمران حوالي 25 ساعة، من قبل غروب الشمس في الليلة السابقة حتى غروب الشمس في يوم الصيام ، وأربعة أيام صيام أخرى أقصر خلال العام تبدأ عند الفجر وتنتهي بعد غروب الشمس.
اما في الإسلام، يبدأ الصيام في الغالب خلال شهر رمضان حيث يصوم المسلمون طوال مدة الشهر لحوالي 30 يومًا متواصلاً، ويبدأ الإمساك عند الفجر وينتهي عند غروب الشمس عند اذان المغرب بالضبط حيث تؤكل وجبة «الإفطار»، ولا يؤكل أي من الطعام أو الشراب أثناء الصيام.

## حادثة
ويشمل الإفطار كل يوم من أيام الصيام اليهودية الرئيسية ليوم الغفران وذكرى دمار الهيكل، وايضاً أربعة أيام صيام جداليا، وصوم العاشر من تيفيت، وصوم إستير، والسابع عشر من تموز.

## وصف
في بعض الأحيان ينقطع الصيام بتناول الشاي والكعك قبل تناول وجبة كاملة ، ويُشرب الحليب أو العصير قبل وجبة الإفطار ليساعد الجسم على إعادة التكيف ويقلل من الرغبة في تناول كمية فوق المحتاج من الاكل أو الاكل بسرعة كبيرة.
وتختلف العادات الخاصة بأول طعام يتم تناوله بعد صيام يوم الغفران. غالبًا ما يأكل اليهود الإيرانيون مزيجًا من التفاح المبشور الممزوج بماء الورد يسمى «فلودة السيب»، ويحتسي اليهود البولنديون والروس الشاي والكعك، واما بالنسبة لليهود السوريون والعراقيون فإنهم يأكلون رقائق دائرية من السمسم تشبه الكعك الصغير، وامَّا اليهود الأتراك واليونانيون يحتسون مشروبًا حلوًا مصنوعًا من بذور البطيخ، يبدأ بعض الناس بسمك الرنكات لتعويض الملح المفقود أثناء الصيام ، ويهود شمال إفريقيا يحضرون كعكات الزبدة المعروفة باسم «الغريبي» (تعرف باسم«ريبو» عند اليهود المغاربة) للوجبة بعد صيام يوم الغفران   ، وبين يهود أمريكا الشمالية الأشكناز، جرت العادة على إفطار يوم الغفران بالخبز والجبن الكريمي والخيار والطماطم واللوكس أو السمك الأبيض،  وغالبًا ما يتبعها القهوة وكعكة القهوة.
ولا يأكل اليهود الأرثوذكس اللحم ولا يشربون الخمر عند الإفطار بعد صيام «ذكرى دمار الهيكل» يوم حرق المعبد في التاسع من آب (أغسطس) والذي يقال انه استمر حتى اليوم العاشر من آب (أغسطس)،  وحتى عندما يصادف اليوم التاسع من آب (أغسطس) يوم السبت ويوم العاشر من شهر آب (أغسطس)، لوحظ ظهور ذكرى دمار الهيكل في اليوم العاشر، وعلى الرغم من أن جميع قيود الأيام التسعة الأخرى تنتهي بالصيام، الا ان الخمر واللحم عادة لا يتم تناولهما في الإفطار.